# Legnica Strefa
Legnica Strefa – przystanek kolejowy na linii 137 Katowice – Legnica, na granicy miasta Legnica i gminy Legnickie Pole w województwie dolnośląskim, w Legnickiej Specjalnej Strefie Ekonomicznej.
Zamiar budowy przystanku został ogłoszony przez samorząd województwa dolnośląskiego w listopadzie 2017 roku podczas konwentu wójtów Burmistrzów i Prezydentów Legnicko–Głogowskiego Obszaru Strategicznej Interwencji w Jaworze. 4 lutego 2022 roku PKP PLK podpisała umowę na budowę przystanku. Uruchomienie przystanku nastąpiło 12 marca 2023 roku

## Ruch pasażerski
| Rok  | Wymiana pasażerska na dobę |
| ---- | -------------------------- |
| 2023 | 20-49                      |